# 두근두근! 타마땅
《두근두근! 타마땅》(どきどき!たまタン)은 코게돈보*의 일본 만화작품.〈나카요시〉(코단샤)에서 2009년 3월호(2009년 2월 3일 발매)부터 연재중.
덧붙여, 코게돈보*에게 있어서〈나카요시〉에서 연재하는 것은 이것이 3번째 작품(〈꼬마여신 카린chu〉포함)이 되는데, 현재의 펜네임으로〈나카요시〉에서의 연재는 처음이다. 원래는 미야가와 타케시의 오리지널 피규어두근두근 블로거☆타마땅이며, 또 동인음악서클 2-dimension에서 사이토 모모코가 보컬을 맡아 동인음반도 다수나왔다. 동인판에 대한 설명도 여기서 한다.

## 줄거리
어릴 적에, 토끼귀 남자아이〈우사미미군〉에게 스트랩을 받은 타마땅. 두 사람은 헤어지게 되지만, 타마땅은 첫 사랑인〈우사미미군〉과 다시 만나길 바라고 있다.
7년 후, 평화로운 타마땅의 마을에서 어느 날 거대한 UFO가 나타난다. 그 UFO에 타고 있던 것은 토끼귀를 가지고 있는 남자 아이, 츠키아카네 황자. 그를 7년 전의〈우사미미군〉이라고 생각하며, 자신과 만나러 와줬다는 생각에 들뜬 타마땅. 하지만 다음 날, 학교에서 만난 그는 7년 전과는 완전히 다른, "왠지 무서운" 위압감을 주는 소년이었다.
아카네는 월인셀레네로, 대셀레니아제국의 왕자이며, 지구와 달의 운명이 걸려 있는 중대한 임무를 맡고 있다. 그것은 츠키오토메(月乙女)를 찾아 츠키가미(月神)를 길러(에보리시온 시켜), 최종적으로 츠키오토메를 츠키히메(月姫)라고 불리는 존재로 성장시키는 것이라 한다.
어찌됐든, 아카네와 이야기를 해서〈우사미미군〉의 정체를 확실히 알고싶은 타마땅은, 아카네의 목적을 잘 이해도 못한 채, 츠키오토메가 되어서 츠키가미를 기른다.

## 등장인물
니시키오리 타마에 (錦織珠恵) / 타마땅(たまタン)
C.V.：사이토 모모코
키 133cm, 3월 15일생, 혈액형은 A형 혈액형. 좋아하는 과목은 가정, 싫어하는 과목은 수학. 핑크색과 오므라이스를 좋아하며 취미는 절약. 츠키가미의 이름은 해피(ハピィ).
초등학교 5학년 생으로, 밝고 기운찬 여자아이로, 어머니가 가출해서 가사를 맡고 있기 때문에 세일을 너무 좋아한다. 말 버릇은 "슈퍼☆○○". 또 말 끝에 이모티콘이 붙을 때가 많다. 7년 전에 만난 첫 사랑 상대인〈우사미미군〉과 재회하고 싶다고 생각하고 있다. 아버지에게 받은 반지로 변신을 하게 되며, 주특기는 사랑마법.
츠키아카네 황자(月茜皇子)
달에서 왔으며, 토끼 귀를 가지고 있다. 대셀레니아제국의 왕자로서 형이있음에도 불구하고 왕위계승서열1위이다. 주위에서는 아카네라고 불리고 있다. 자존심이 매우 높고, 자신을 나(余) 또는 나(我)라고 하는 등, 어른스러워서 딱딱한 어조로 말한다. 언제나 UFO로 이동한다.
카자마 노조미 (風間希美) / 논논(のんのん)
츠키가미의 이름은 후우마(フーマ).
스포츠만능, 시원한 성격으로 자주 미하루에게서 타마땅을 감싸고 있다. 귀여운 신부가 되는 것이 꿈. 사실은 닌자로, 후우마(風魔家)가의 차기 수령. 미하루를 별로 좋아하지 않는다.
마츠다이라 카나에 (松平花菜英) / 냐아짱(にゃーちゃん)
츠키가미의 이름은 소와레(ソワレ)
타마땅의 친구인 상냥한 여자아이. 사실은 인기 아이돌인 카노우 에루(叶エル)이며, 츠키오토메가 되면서 정체가 들켰다.
미하루 A 미소라 (ミハル·A·ミソラ) / 미하루(ミハル)
츠키가미의 이름은 러브(ラブ).
소악마적인 미소녀로, 남자아이에게 인기많다. 남의 남자 친구를 빼앗아 버리는 일도 있는 것 같고, 아카네를 노리고 있다. 사실은 천사로, 미카엘의 직계자손인 미하엘(ミハエル)이다.
휴우가 (日向)
타마땅들의 츠키오토메 특별 클래스의 담임을 맡고 있다. 사실은 일본 육상 자위대로 3등육좌이나 츠키오토메들에게는 비밀로 하고 있다.
츠키요이황자 (月宵皇子)
츠키아카네 황자의 형으로 외모는 형제라 매우 비슷하지만, 귀나 머리카락, 옷등이 까맣다. 츠키아카네 황자의 적 같다.

## 용어
셀레네 (セレネ)
달에사는 우주인을 일컫는다. 지구에서는 비밀적인 존재였으나, 일본에서는 1000년 전 카구야히메의 시대부터 교류가 있다고 한다.
에보리시온 (エヴォリシオン)
츠키오토메가 츠키가미를 기르는 것을 말한다. 성장하면 셀레니아카드에 기록된다. 또, 츠키가미의 에보리시온에 대한 것을 타인에게는 비밀로 하지 않으면 안된다.
츠키오토메 (月乙女)
츠키가미를 기르는 여자아이. 타마땅의 클래스에서는 4명이 선택되었다. 츠키가미의 성장을 휴대전화의 블로그로 기록한다.
츠키히메 (月姫)
츠키가미의 최종진화를 성공시킨 츠키오토메이나, 반드시 될 수 있는 것은 아니다. 전우주 및 전인류에 있어서 가장 고귀하게 사랑받는 존재이다. 달과 지구를 구하는 존재인 것 같다.
츠키가미 (月神)
전설의 신령으로 성스러운 신. 덧붙여 츠키가미를 에보리시온 시킬 수 있는 것은 츠키오토메 뿐이다. 츠키오토메의 경험을 흡수해서 성장한다.
츠키다마 (月玉)
츠키가미가 태어나는 구슬로, 타마땅이 7년 전 우사미미군에게 받은 스트랩의 소재도, 이 구슬과 같은 성분인 것 같다.

## 서적

### 일본
나카요시KC
두근두근! 타마땅（1) - 2009년 7월 17일 발매
프리미엄KC
오리지널곡CD붙음
두근두근! 타마땅（1）특장판 - 2009년 7월 17일 발매

## 관련상품

### 특장판 CD
2-dimension이 제작에 참가, 단행본의 특장판에 붙어있는 오리지널 비매품CD이다.

#### 두근두근! 타마땅 1권 특장판 한정 오리지널 CD
두근두근! 타마땅의 1권 특장판에 있는 부록CD이다. 1권 특장판 한정 비매품으로, 동인음반서클인 2-dimension이 참가하였다.
수록곡
1. 시작의 인사(はじまりのあいさつ)
2. 우사미미쇼트케이크(うさみみショートケーキ)
가사：토모 / 작곡·편곡：task
3. Q&A 파트1(Q&A ぱーと1)
4. 헬로월드☆ (start up rmx)(はろぅわーるど☆ (start up rmx))
가사：마시로쿠미 / 작곡：task / 편곡：Bong-G
5. Q&A 파트2(Q&A ぱーと2)
6. 작별의 인사 (おわかれのあいさつ)
7. 하트의 리듬 (ハートのリズム)
가사·코러스：마시로쿠미 / 작곡：task / 편곡：task

### CD(동인음악)
모든 곡들은 2-dimension 홈페이지에서 숏버전을 공개중이다.(단 일부 어레인지곡은 공개를 하지 않는다.)발매는 코믹마켓에서 하며, PV는 니코니코동화에서 코게돈보*본인이 직접 공개중이다.
- 1탄〈《우사미미쇼트케이크》〉 (うさみみショートケーキ) (C73 발매)
- 2탄〈《USB!!! -우사미미 스위트 바니걸-》〉(USB!!! -うさみみ すぅい～と ばに～がぁる-) (C74 발매)
- 3탄〈《두근두근!타마땅×헬로월드☆》〉 (どきどき！たまタン×はろぅわーるど☆) (C75 발매)
- 4탄〈《해피!스마일☆타마땅》〉 (ハッピー!スマイル☆たまタン) (C76)

### 피규어
제작:T's system
- 타마땅 변신버전 오리지널 핑크 (2008년 원더페스티벌발매)
  - 토라노아나 한정 타마땅 변신버전 리페인팅 블랙

## 비고
- 주인공 타마땅은,〈꼬마여신 카린〉에 등장하는 니시키오리 미치루의 미래의 딸이다.
- 신연재기념으로 오리지널 CD와 피규어를 추첨선물이 되었다.
- 두근두근☆블로거 타마땅에서는 타마땅의 성우는 사이토 모모코
- 츠키오토메들의 이름은 일본의 80년대 버라이어티 방송〈스즈짱의 어디까지 하는거야!?〉의 등장인물 중 세쌍둥이〈노조미〉〈카나에〉〈타마에〉자매에서 따왔다고 생각된다.
- 1권 특장판에는 3곡의 캐릭터송(신곡은 1개)와 사이토 모모코에 의한 타마땅 토크가 수록된 CD가 붙었다.

## 같이 보기
- 코게돈보*
- 꼬마 여신 카린
- 나카요시